# High Prairie
High Prairie es un pueblo canadiense situado en la provincia de Alberta.

## Superficie
High Prairie tiene una superficie de 7,01 km².

## Demografía
En 2021, tenía 2380 habitantes, una densidad poblacional de 339,5 hab./km², y 1119 viviendas.